# Jacopo Mosca
Jacopo Mosca (Savigliano, 29 augustus 1993) is een Italiaans wielrenner die anno 2021 rijdt voor Trek-Segafredo.

## Carrière
Als junior won Mosca de Trofeo Comune di Vertova en verzamelde hij ereplaatsen in onder meer de Trofeo Emiliano Paganessi en de Ronde van Lunigiana. In 2014 werd hij zesde in de Trofeo Edil C, waarmee hij de laatste van de eerste groep was die over de finish kwam. Later dat jaar werd hij onder meer twintigste in de GP Capodarco. Vanwege goede prestaties in met name het Italiaanse amateurcircuit in 2015 en 2016 mocht hij in het tweede deel van 2016 stage lopen bij Trek-Segafredo. Tijdens deze stageperiode werd hij onder meer tiende in het eindklassement van de Ronde van Groot-Brittannië. Zijn eerste profcontract tekende hij echter bij Wilier Triestina-Selle Italia, waar hij in 2017 prof werd.
In juni 2017 won Mosca het bergklassement in de Ronde van Korea, met een voorsprong van acht punten op Salvador Guardiola. Later die maand werd hij zevende in het door Gianni Moscon gewonnen nationale kampioenschap tijdrijden. In november won hij de zevende etappe in de Ronde van Hainan, nadat zijn ploeggenoot Jakub Mareczko de voorgaande vijf etappes had gewonnen. Door zijn overwinning nam hij ook de leiderstrui over van Mareczko. In de overige twee etappes wist hij zijn leidende positie met succes te verdedigen, waardoor hij Aleksej Loetsenko opvolgde op de erelijst.
In maart 2018 won Mosca het puntenklassement in de Tirreno-Adriatico. Daarnaast werd hij, met een achterstand van tien punten op Nicola Bagioli, tweede in het bergklassement.
In juni 2021 kwam Mosca zwaar ten val bij het Italiaanse kampioenschap op de weg. Hij liep daarbij op een klaplong, een gebroken sleutelbeen, een gebroken schouderblad, acht gebroken ribben, een schedeltrauma en vijf rugwervels waarbij uitsteeksels gebroken waren. De renner van Trek-Segafredo verbleef een week in het ziekenhuis, maar kreeg van zijn team wel een contractverlenging tot eind 2023 aangeboden.

### Persoonlijk
Mosca trouwde op 28 oktober 2023 met Elisa Longo Borghini, die eveneens bij Lidl-Trek rijdt.

## Palmares

### Overwinningen
2011
Trofeo Comune di Vertova
2017
Bergklassement Ronde van Korea
7e etappe Ronde van Hainan
Eindklassement Ronde van Hainan
2018
Puntenklassement Tirreno-Adriatico
4e etappe Ronde van China I

## Resultaten in voornaamste wedstrijden
| Jaar | Ronde van Italië | Ronde van Frankrijk | Ronde van Spanje |
| ---- | ---------------- | ------------------- | ---------------- |
| 2017 |                  |                     |                  |
| 2018 | 98e              |                     |                  |
| 2019 |                  |                     | 85e              |
| 2020 | 31e              |                     |                  |
| 2021 | 52e              |                     |                  |
| 2022 | 103e             |                     |                  |
| 2023 |                  |                     | 92e              |
| 2024 |                  |                     |                  |
| 2025 | 126e             |                     |                  |

| Jaar | Milaan-San Remo | Luik-Bast.‑Luik | Ronde van Lombardije | Bretagne Classic | Waalse Pijl |
| ---- | --------------- | --------------- | -------------------- | ---------------- | ----------- |
| 2017 | 90e             |                 |                      | 102e             |             |
| 2018 | 145e            |                 |                      |                  |             |
| 2019 |                 |                 |                      |                  |             |
| 2020 | 61e             |                 | 26e                  |                  |             |
| 2021 | 56e             |                 |                      |                  |             |
| 2022 | 155e            |                 |                      |                  |             |
| 2023 | 164e            | 78e             | 110e                 |                  |             |
| 2024 | 132e            |                 | 106e                 |                  |             |
| 2025 | 120e            |                 |                      |                  | opgave      |

#### Resultaten in kleinere rondes
| Jaar | Tour Down Under | Ronde van de VAE | Parijs-Nice | Tirreno-Adriatico | Ronde van Catalonië | Ronde van Romandië | Ronde van Zwitserland | Ronde van Polen | Renewi Tour | Ronde van Guangxi |
| ---- | --------------- | ---------------- | ----------- | ----------------- | ------------------- | ------------------ | --------------------- | --------------- | ----------- | ----------------- |
| 2018 |                 |                  |             | 113e              |                     |                    |                       |                 |             |                   |
| 2019 |                 |                  |             |                   |                     |                    |                       |                 |             | 28e               |
| 2020 |                 |                  |             |                   |                     |                    |                       |                 |             |                   |
| 2021 |                 |                  | 58e         |                   |                     |                    |                       |                 |             |                   |
| 2022 |                 |                  |             |                   |                     |                    |                       | 112e            |             |                   |
| 2023 |                 |                  | 109e        |                   |                     | 68e                | 72e                   | 93e             |             |                   |
| 2024 | 79e             | 34e              |             |                   | 110e                | 109e               | 114e                  |                 | 50e         |                   |
| 2025 | 59e             |                  |             |                   |                     | opgave             |                       |                 |             |                   |

## Ploegen
- 2016 –  Trek-Segafredo (stagiair vanaf 29-7)
- 2017 –  Wilier Triestina-Selle Italia
- 2018 –  Wilier Triestina-Selle Italia
- 2019 –  D'Amico-UM Tools (tot en met 31 juli)
- 2019 –  Trek-Segafredo (vanaf 1 augustus)
- 2020 –  Trek-Segafredo
- 2021 –  Trek-Segafredo
- 2022 –  Trek-Segafredo
- 2023–  Trek-Segafredo
- 2024 –  Lidl-Trek
- 2025 –  Lidl-Trek

Alafaci · Arredondo · Beppu · Bernard · Bobridge · Bonifazio · Cancellara   · Coledan · Devolder · Didier · Felline · Hesjedal · Irizar · Mollema · Nizzolo · Popovytsj · van Poppel · Rast · Reijnen · Schleck · Stetina · Stuyven · Theuns · Zoidl · Zubeldia · Allegaert (stagiair) · Mosca (stagiair)
Amezqueta · Andriato · Belletti · Bertazzo · Busato · Cecchin · Draperi · Ducournau · Fedi · Flórez · Fonzi · Godoy · Kasjavy · Mareczko · Martínez · Mosca · Pozzato · Rodríguez · Trosino · Turrin · Zhupa · Colonna (stagiair) · Marcelli (stagiair) · Raggio (stagiair)
Bertazzo · Bevilacqua · Busato · Coledan · Flórez · Fonzi · Kasjavy · Mareczko · Mosca · Pacioni · Pozzato · Raggio · Rosa · Turrin · Velasco · Zardini · Zhupa
Beppu · Bernard · Brambilla · Ciccone · Clarke · Conci · Degenkolb · Eg · Felline · Frame · Gogl · Irizar (actief t/m 3 augustus) · Kirsch · de Kort · Mollema · Mosca (vanaf 1 augustus) · Moschetti · Mullen · Pantano · Pedersen  · Porte · Reijnen · Skujiņš · Stetina · Stuyven · Theuns · Debeaumarché (stagiair) · López (stagiair) · Quarterman (stagiair)
Bernard · Brambilla · Ciccone · Clarke · Conci · De Kort · Eg · Elissonde · Kamp · Kirsch · Liepiņš · López · Mollema · Mosca · Moschetti · Mullen · A. Nibali · V. Nibali · Pedersen  · Porte · Quarterman · Reijnen · Ries · Simmons · Skujiņš · Stuyven · Theuns · Weening (vanaf 5 juni) · Fancellu (stagiair) · Skjelmose Jensen (stagiair) · Tiberi (stagiair)
Bernard · Brambilla · Ciccone · Conci · Eg · Egholm · Elissonde · Gebreigzabhier · Kamp · Kirsch · De Kort  · Liepiņš · López · Mollema · Mosca · Moschetti · Mullen · A. Nibali · V. Nibali · Pedersen · Quarterman · Reijnen · Ries · Simmons · Skjelmose Jensen · Skujiņš · Stuyven · Theuns · Tiberi · Baroncini (stagiair) · Hellemose (stagiair) · Hoole (stagiair)
Aberasturi · Baroncini · Bernard · Brambilla · Brustenga · Cataldo · Ciccone · Egholm · Elissonde · Gallopin · Gebreigzabhier· Hellemose · Hoelgaard · Hoole · Kamp · Kirsch · Liepiņš · López · Mollema · Mosca · Moschetti · Pedersen · Pellaud · Simmons · Skjelmose Jensen · Skujiņš · Stuyven · Theuns · Tiberi · Tolhoek · Vergaerde · Nys (stagiair) · Vacek (stagiair)
Aberasturi · Baroncini · Bernard · Brustenga · Cataldo · Ciccone · Elissonde · Gallopin · Gebreigzabhier · Hellemose · Hoelgaard · Hoole · Kirsch · Liepiņš · López · Mollema · Mosca · Nys · Mad.Pedersen · Simmons · Skjelmose · Skujiņš · Stuyven · Tesfatsion · Theuns · Tiberi (tot 28/4) · Tolhoek · Vacek · Vergaerde · Aebersold (stagiair) · Mar.Pedersen (stagiair) · Teutenberg (stagiair)
Bagioli · Bernard · Cataldo · Ciccone · Consonni · Declercq · Felline · Geoghegan Hart · Ghebreigzabhier · Gibbons · Hoole · Kirsch · Konrad · López · Milan · Mollema · Mosca · Nys · Oomen · Pedersen · Simmons · Skjelmose · Skujiņš · Stuyven · Tesfatsion · Theuns · Vacek · Vergaerde · Verona · Ronhaar (stagiair)